# Christophe de Longueil
Christophe de Longueil, noto anche come Longolius o Longolio (Mechelen, 1490 – Padova, 11 settembre 1522), è stato un umanista francese, di origine fiamminga e di espressione latina.

## Biografia

### Vita
Trasferitosi giovanissimo in Francia dalle natie Fiandre, conseguì il dottorato in giurisprudenza nel 1511. Dopo aver ricoperto alcuni importanti incarichi amministrativi a Parigi, divenne tutore di Francesco d'Angoulême, futuro re di Francia con il nome di Francesco I. In questo periodo (1515 circa) fu data alle stampe un'orazione incentrata sulla superiorità delle tradizioni del popolo franco su quelle romane. Trasferitosi a Roma nel 1517, strinse amicizia con Pietro Bembo e Jacopo Sadoleto.
Nel 1519 un tentativo appoggiato dal Bembo di conferire al Longueil la cittadinanza romana riuscì  nonostante l'opposizione di Celso Mellini ed altri umanisti capitolini legati alla Curia, che avevano nel frattempo provveduto a rispolverare la ben nota orazione del letterato francese, cui abbiamo fatto precedentemente accenno, universalmente giudicata irriguardosa nei confronti di Roma e la reputazione di cui godeva. Si scatenò anzi una vera e propria campagna diffamatoria nei confronti del Longueil che abbandonò la Città eterna trasferendo la propria residenza prima a Venezia, poi a Padova, dove si spense a soli trentadue anni di età.

### Un ciceroniano franco-fiammingo
Ammiratore incondizionato di Cicerone, fu un grande propagandista del ciceronismo, prima in Francia, poi a Roma. Longueil era sinceramente convinto che il grande oratore e filosofo arpinate fosse, non solo sotto il profilo linguistico, la massima espressione del pensiero latino. Tali convincimenti erano condivisi all'epoca da Papa Leone X che volle al suo fianco, in qualità di segretario, un altro ciceroniano convinto, Pietro Bembo, che a sua volta protesse, fino a dove gli fu possibile, Longueil. Le opere del franco-fiammingo pervenuteci, e in particolare l'epistolario, non sono comunque una stanca e pedissequa imitazione della produzione letteraria ciceroniana. Denotano, al contrario, una ricerca stilistica e un'eleganza espositiva di rara freschezza e vivacità.

## Opere pubblicate
- Christophori Longolii ciuis Romani Perduellionis rei defensiones duae Ed. Eredi di Aldo Manuzio e Andrea Torresano, 1518
- Christophori Longolii cuius Ro. Perduellionis rei defensio, Ed. Stephanum Guillereti de Lothoringia, 1519
- Christophori Longolii Epistolarum libri IV, Bartolomaei item Riccij De imitatione libri tres. A Io. Michaele Bruto emendati, Ed. Eredi Seb. Gryphii, postumo, 1563
- Selectiores epistolae aliquot doctissimorum et eloquentissimorum virorum. In usum scholarum in III libros digestae, opera Simonis Verrepaei. His accessit. Breuissima de epistolis latine conscribendis Isagoge, eodem auctore. Epistolarum auctores indicat versa pagina, Ed. Petrum Horst Verepaeus, postumo, 1587